# NGC 189
NGC 189 je galaksija u zviježđu Kasiopeje. Ova galaksija je otkrivena 29. rujna 1783. godine od Caroline Herschel da bi naknadno bila otkrivena od Johna Herschela 27. kolovoza 1829. godine.

## Vanjske poveznice
- SEDS: NGC 189
- NGC 189  SEDS NGC objekti   Arhivirana inačica izvorne stranice od 20. siječnja 2008. (Wayback Machine)
- NGC 189 na NightSkyInfo.com[neaktivna poveznica]